# フリードリヒ・ガウアーマン
フリードリヒ・ガウアーマン（Friedrich August Matthias Gauermann、1807年9月20日 - 1862年7月7日）はオーストリアの画家である。

## 略歴
現在のニーダーエスターライヒ州のショイヘンシュタイン(Scheuchenstein)に生まれた。父親はドイツ、バーデン＝ヴュルテンベルク出身の画家、ヤーコプ・ガウアーマン(Jakob Gauermann: 1773-1843)で、兄のカール・ガウアーマン(Carl Gauermann: 1804-1829)と父親から絵を学んだ。兄は若くして亡くなった。1822年から1827年の間、ウィーン美術アカデミーでも学び、オーストリア南部のシュタイアー地域やチロル、ザルツブルクを写生旅行して修行した。
画家として評価されるようになった後も1824年と1831年にザルツカンマーグート、1827年にドレスデン、1829年、1834年と1840年にミュンヘン、1838年と1843年にヴェネツィアに旅する生活を続けた。
1848年の3月革命の前の「三月前期(Vormärz)」と呼ばれる時期の芸術家で、美術では「ビーダーマイヤー」と呼ばれる日常的な風景が好まれる時代の画家で、1830年代に山の風景に動物を配することで人気の画家になった。1836年に帝国美術アカデミーの風景画のメンバーに選ばれた 。1838年のウィーンの展覧会でガウアーマンの作品は、風景画として最も目立つ場所に展示された。
1848年の革命以降、大衆の嗜好が変わり人気は衰えた。ウィーンを離れて、故郷で過ごすことも多かった。

## 作品

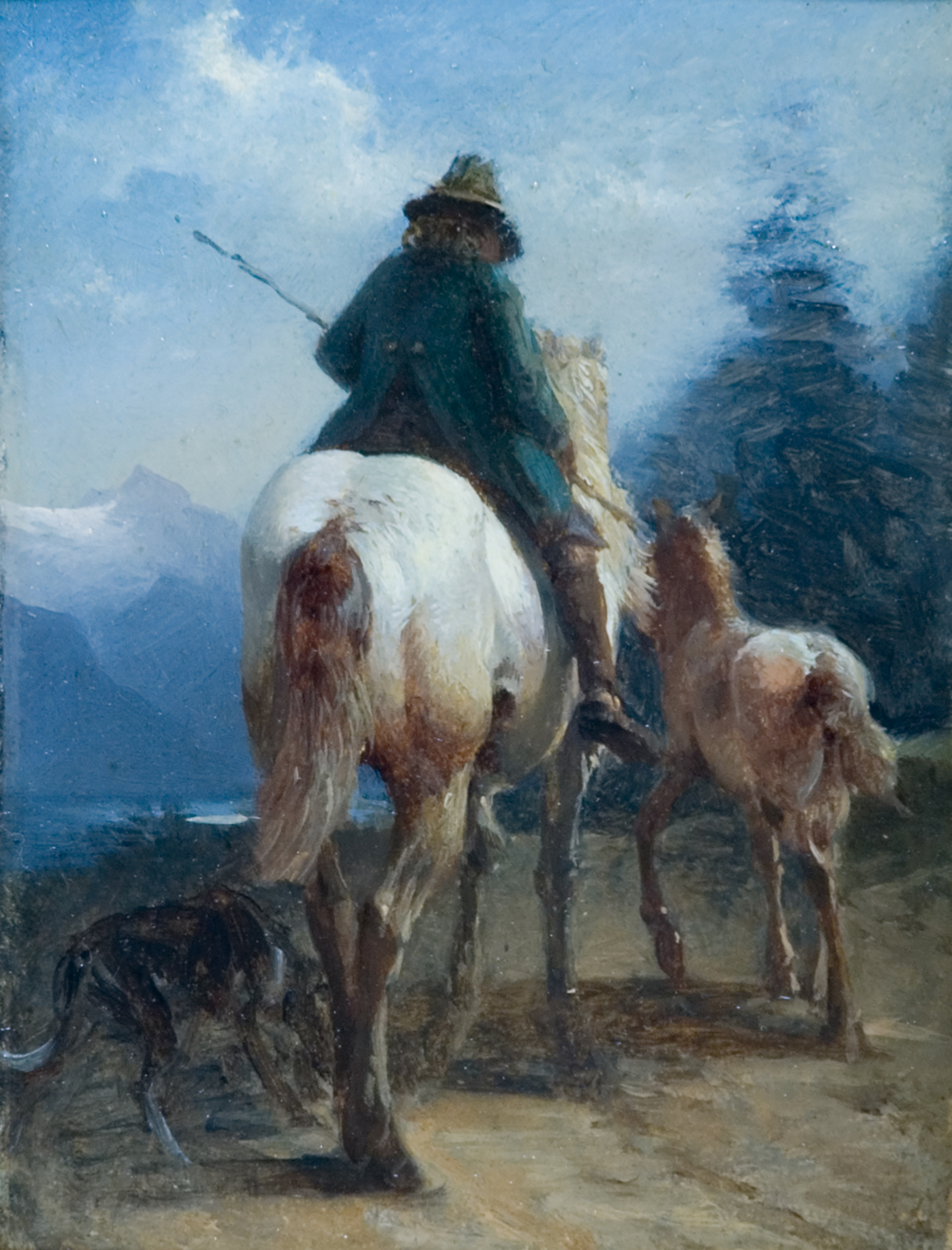
帰宅
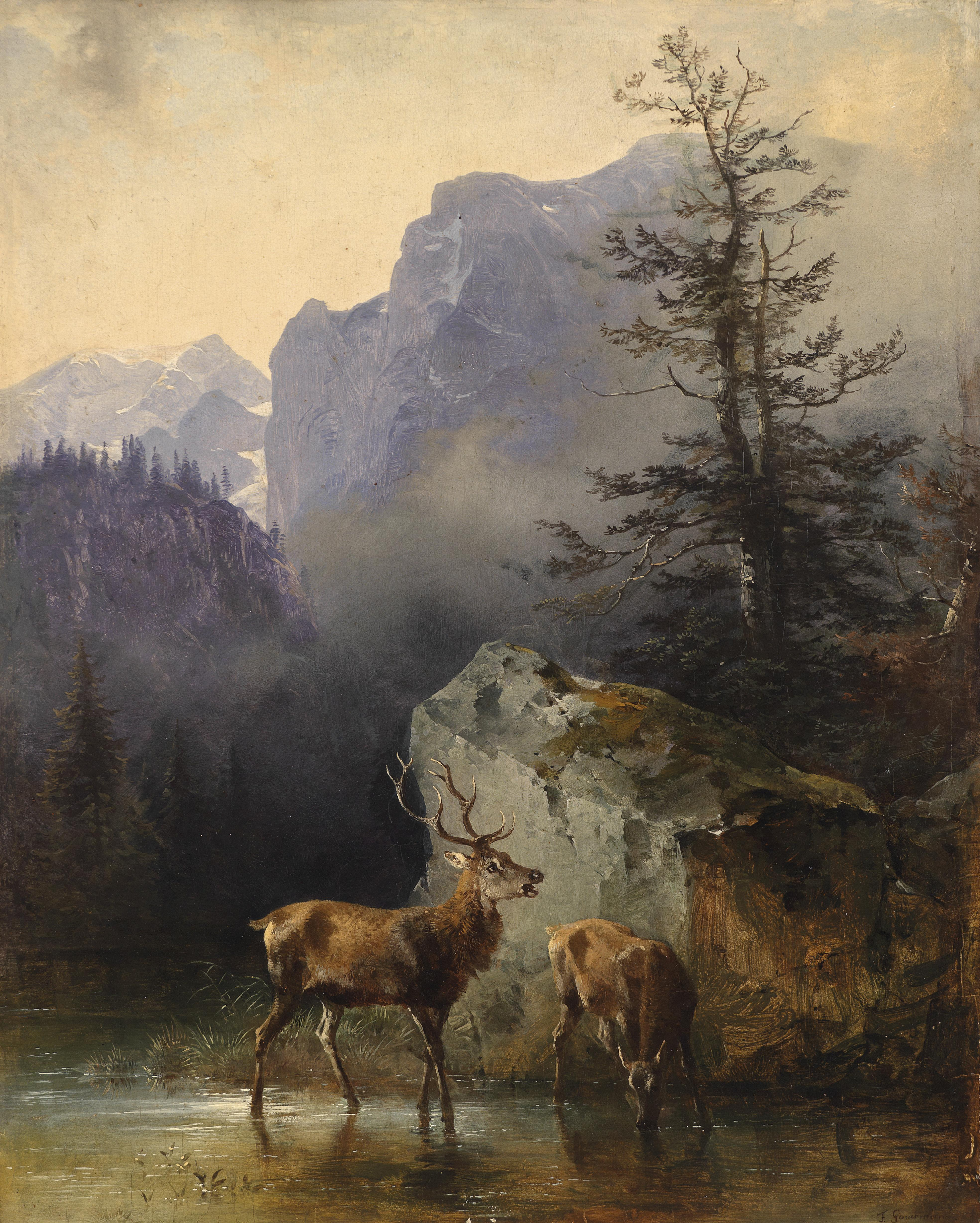
水場の鹿と獣
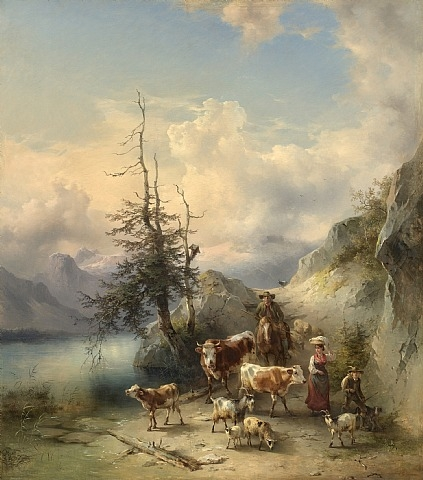
高原の牧草地からの家畜の帰還
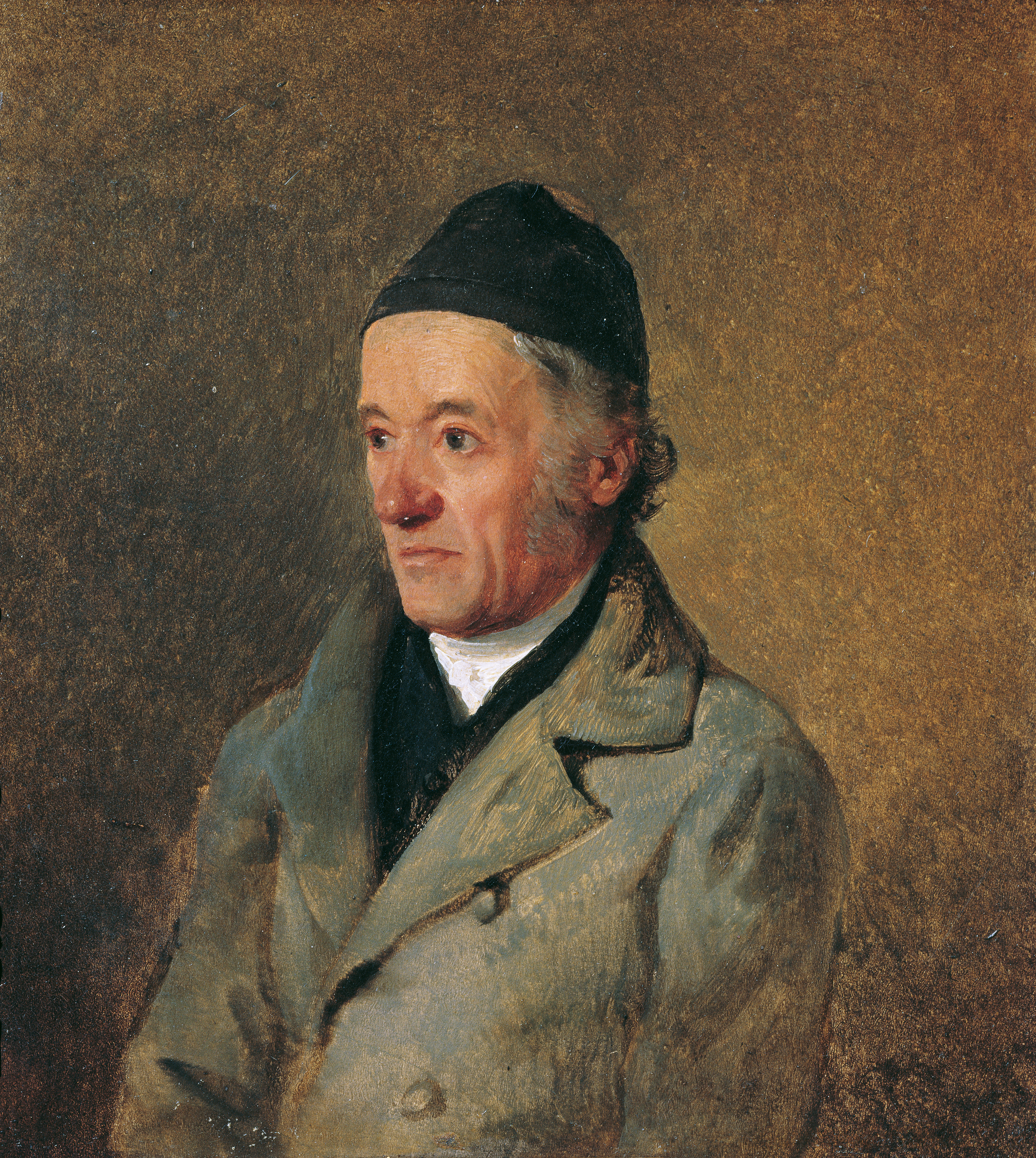
父親の肖像画

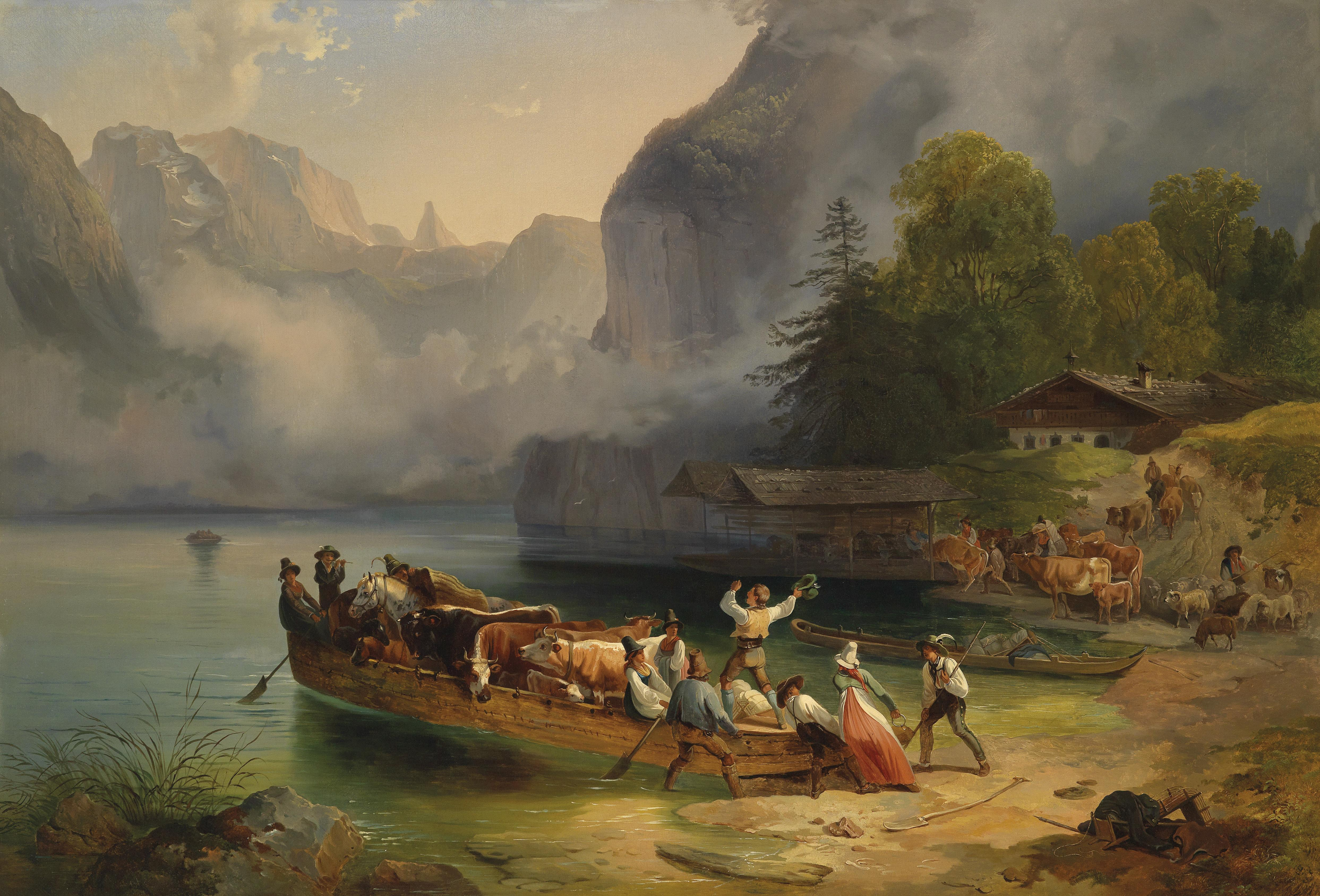
ケーニヒス湖
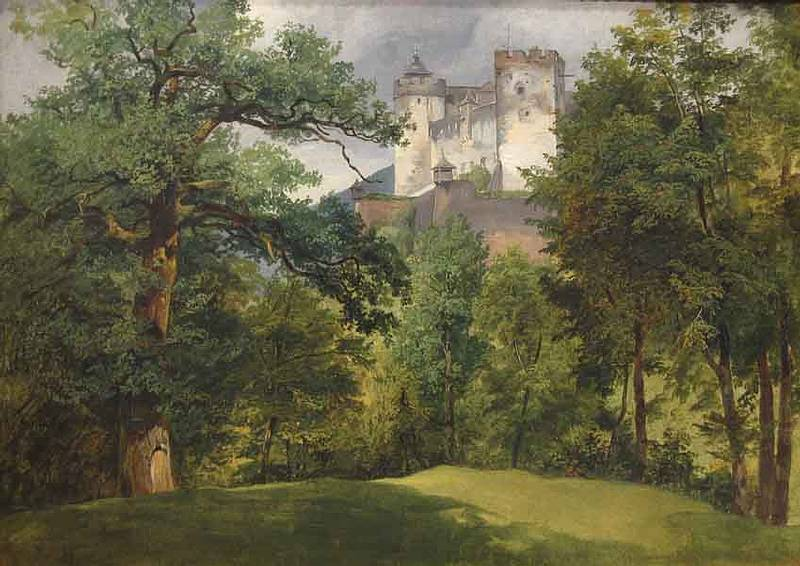
ホーエンザルツブルク城
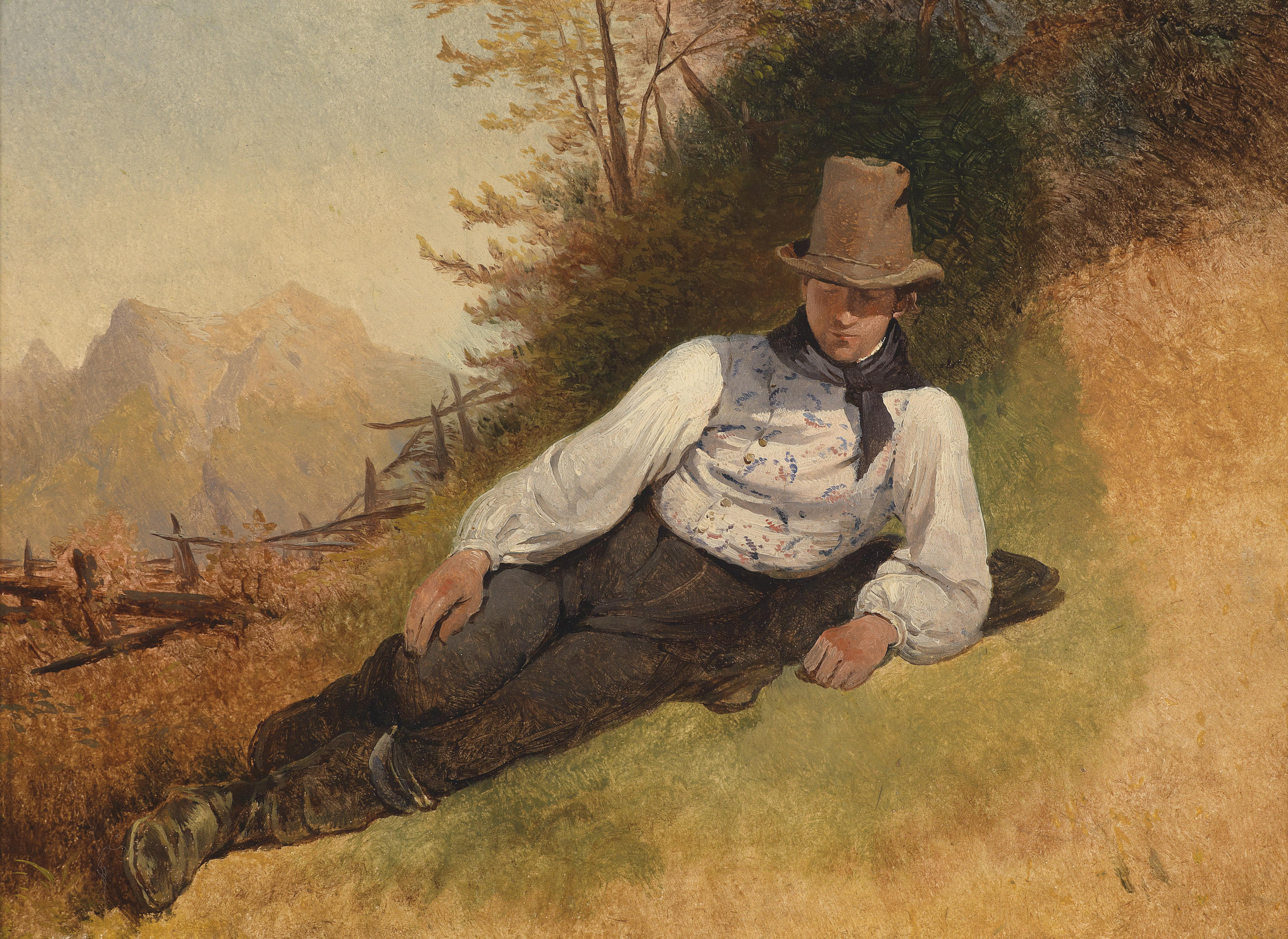
牧草地に横たわる農場の少年(1830s)